# Pont de Ting Kau
Le pont de Ting Kau est un pont à haubans situé à Hong Kong.  Il s'étend du nord-ouest de l'Île de Tsing Yi jusqu'à la route de Tuen Mun. Il est proche du Pont Tsing Ma, qui est aussi l'un des principaux liens entre l'aéroport international de Hong Kong, sur l'Île de Lantau, et le reste de Hong Kong. Sa construction a été achevée le 5 mai 1998. Le pont est franchissable gratuitement.
Le pont fait partie de la Route 3, qui relie le nord-ouest des Nouveaux Territoires avec l'Île de Hong Kong. D'autres grandes structures sur la route incluent le Tunnel Tai Lam, le Tunnel Cheung Tsing, le Pont Cheung Tsing et le Western Harbour Crossing. La circulation la plus importante des ponts du lien avec Lantau passe sur le Pont de Ting Kau, sur lequel de nombreux camions porte-conteneurs transitent entre la Chine continentale et le port de Hong Kong. Le pont a un éclairage architectural spécialement conçu.

## Conception
Le pont de Ting Kau a été conçu et construit par Ting Kau Entrepreneurs Coentreprise entre 1994 et 1998. La coentreprise était composée des principaux partenaires suivants : Cubiertas Y Mzov (22 %) et Entrecanales Y Tavora (22 %), sociétés espagnoles toutes deux parties de Acciona, S. A ; de la société allemande Ed. Züblin (22 %) ; de la société australienne Downer & Co (22 %) ; et de la société de Hong Kong Paul Y (12 %). La conception de l'ingéniérie a été faite par Schlaich Bergermann & Partner.
La conception et la construction du pont ont coûté 1,94 milliard de dollars de Hong Kong. C'est l'un des plus longs ponts à haubans du monde. Avec le pont Tsing Ma, le pont Kap Shui Mun et le pont de Stonecutters, il est surveillé par contrôle de santé intégré, qui inclut la surveillance de la structure et de l'effet du vent.
Le Pont de Ting Kau est le premier grand pont à haubans à 4 travées au monde. Cela signifie que le pilier central a dû être stabilisée longitudinalement, ce qui a été réalisé à l'aide du plus long hauban jamais utilisé pour un pont (465 m). La conception de ce pont contient des fonctions spéciales telles que des piliers à un pied, qui sont stabilisés par des haubans transversaux, comme le sont les mâts d'un voilier.
Le Pont de Ting Kau relie les Nouveaux Territoires occidentaux et la partie continentale à la voie rapide traversant Lantau, qui relie l'aéroport à Kowloon et Hong Kong. Elle rejoint la voie rapide traversant Lantau sur l'île de Tsing, à 500m du pont Tsing Ma.
Le pont de Ting Kau et son approche ont une longueur de 1875m, le pont lui-même ayant une longueur de 1177m. Les trois piliers ont été spécialement conçus pour résister à des vents extrêmes, voire à des typhons ; ils ont des hauteurs de 170, 194, et 158 mètres. Ils sont respectivement situés sur le promontoire de Ting Kau, sur une île récupérée dans le canal de Rambler (lequel fait 900 m de large), et au nord-ouest du rivage de Tsing Yi. Chaque travée a 3 voies de circulation et un accotement.

## Mesures
- Longueur totale : 1177 m
- Longueur de la travée principale : 448 m et 475 m
- Hauteur du pylône : 201,55 m
- Hauteur du pilier Ting Kau : 173,3 m
- Hauteur du pilier Tsing Yi : 163,3 m
- Surface du pont : 46000 m²
- Poids des câbles d'acier du pont : 2.800 tonnes
- Poids de l'acier utilisé pour la construction du pont : 8.900 tonnes
- Poids des panneaux de béton : 29.000 tonnes
- Déplacement au vent : 0,5 m
- Renforcement de pont: 90 kg/m2
- Renforcement des piliers : 200|kg/m2
- Portée des travées : 127, 448, 475 et 127 mètres
- Nombre de haubans : 384[4]
- Les mouvements :
  - Vertical à mi-travée : 1,6 m
  - Latéral à mi-travée : 0,4 m
  - Longitudinal en bout de pont ou au pilier Tsing Yi : 390 mm